# 瑞涅代穆捷
瑞涅德穆捷（法語：Juigné-des-Moutiers，法語發音：[ʒɥiɲe de mutje] ⓘ）是法国大西洋卢瓦尔省的一个市镇，位于该省东北部，属于沙托布里扬-昂斯尼区。

## 地理
瑞涅德穆捷（47°40'44"N, 1°11'7"W）面积24.65 平方千米，位于法国卢瓦尔河地区大区大西洋卢瓦尔省，该省份为法国西北部沿海省份，位于布列塔尼半岛东南部，北起伊勒-维莱讷省，西北接莫尔比昂省，西临大西洋，南至旺代省，东临曼恩-卢瓦尔省。
与瑞涅德穆捷接壤的市镇（或旧市镇、城区）包括：卡尔拜、阿尔马耶、拉沙佩勒格兰、埃尔布赖、圣于连德武旺特、苏当、翁布雷当茹。
瑞涅德穆捷的时区为UTC+01:00、UTC+02:00（夏令时）。

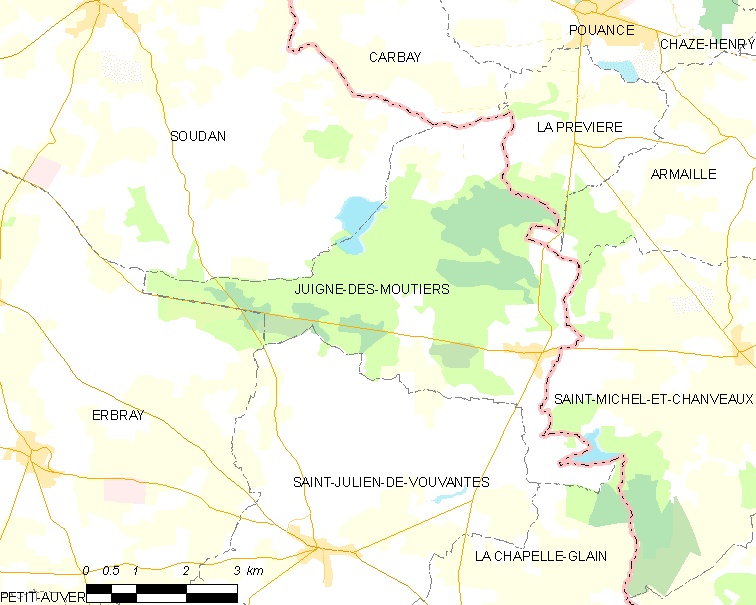
瑞涅德穆捷的OSM定位图

## 行政
瑞涅德穆捷的邮政编码为44670，INSEE市镇编码为44078。

## 政治
瑞涅德穆捷所属的省级选区为沙托布里扬县。

## 人口

1962-2008年间瑞涅德穆捷人口变化图示

瑞涅德穆捷于2022年1月1日时的人口数量为327人。